# 马练瑶族乡
马练瑶族乡是中华人民共和国广西壮族自治区贵港市平南县下辖的一个民族乡。

## 行政区划
马练瑶族乡下辖以下村级行政区划单位：
新利村、利俩村、藤旺村、马练村、三联村、北胜村、九槐村、石垌村、水晏村、六石村、新河村和古琉村。